# Finn Schau
Finn Schau, född 5 januari 1948 i Tønsberg, är en norsk skådespelare. Han är far till skådespelaren Kristopher Schau.

## Biografi
Schau debuterade 1969 på Trøndelag Teater, där han var anställd till 1971. Därefter var han vid Teatret Vårt 1972–1974, Telemark Teater 1975–1977, Den Nationale Scene 1977–1980, Nationaltheatret 1980–1981 och från 1998, och vid Oslo Nye Teater 1981–1996.
I Bergen spelade han Løvborg i Charles Marowitz uppsättning av Hedda Gabler (1978). På Oslo Nye Teater spelade han bland annat Sherlock i Marowitz Sherlock's Last Case och titelrollen i Fågelpappan av Staffan Götestam. På Nationaltheatret spelade han bland annat Columbus i Dario Fos Cristopher, Kapten Krok i Peter Pan, Laurent i Molières Tartuffe, Mack i Knut Hamsuns Pan, kardinalen i De tre musketörerna, ridfogden i Ludvig Holbergs Jeppe på berget och Rudolf Hess i David Edgars Speer. Han spelade huvudrollen i succémusikalen Verdiløse menn 2008.
Schau har också varit verksam som översättare, bland annat av Cole Porters Anything Goes. Från tv är han känd som Hroar Torgersen i NRK:s Offshore (1996–1997) och som programledare i frågesport.

## Filmografi
- 1994 – Drömspel
- 1996 – Thygesen
- 1996 – Hamsun
- 1999 – Sofies värld
- 2002 – Jag är Dina
- 2003 – Olsenbanden jr. under ytan

## Teater

### Roller
| År   | Roll                   | Produktion               | Regi                 | Teater   |
| 2004 | Ivar Bodde Bård Bratte | Kungsämnena Henrik Ibsen | Alexander Mørk-Eidem | Dramaten |

## Referesner